# Vuelo 1553 de Alitalia
El vuelo 1553 de Alitalia (número de vuelo AZ1553) operado por Minerva Airlines fue un vuelo regular de pasajeros desde Cagliari que perdió el control y se salió de pista mientras aterrizaba en el aeropuerto de Génova Cristóbal Colón el 25 de febrero de 1999. De los treinta y un ocupantes, tres fallecieron en el accidente, incluyendo un tripulante de cabina de pasajeros, mientras que otro pasajero falleció posteriormente en el hospital. El Dornier 328 quedó en un estado que fue declarado como irreparable.

## Historia del vuelo
El vuelo 1553 partió de Cagliari para efectuar un vuelo de una hora y veinticinco minutos hasta Génova el 25 de febrero de 1999, operado por Minerva Airlines para Alitalia, con una tripulación de cuatro miembros a bordo. El avión estaba pilotado por el capitán Alessandro Del Bono de treinta y cinco años, que contaba con una experiencia como piloto de 6000 horas de vuelo, de las que 2000 fueron realizadas en Dornier 328. También en cabina se encontraba el primer oficial Walter Beneduce, y un piloto en pruebas. En la cabina posterior, se encontraba un tripulante de cabina de pasajeros.

## Accidente

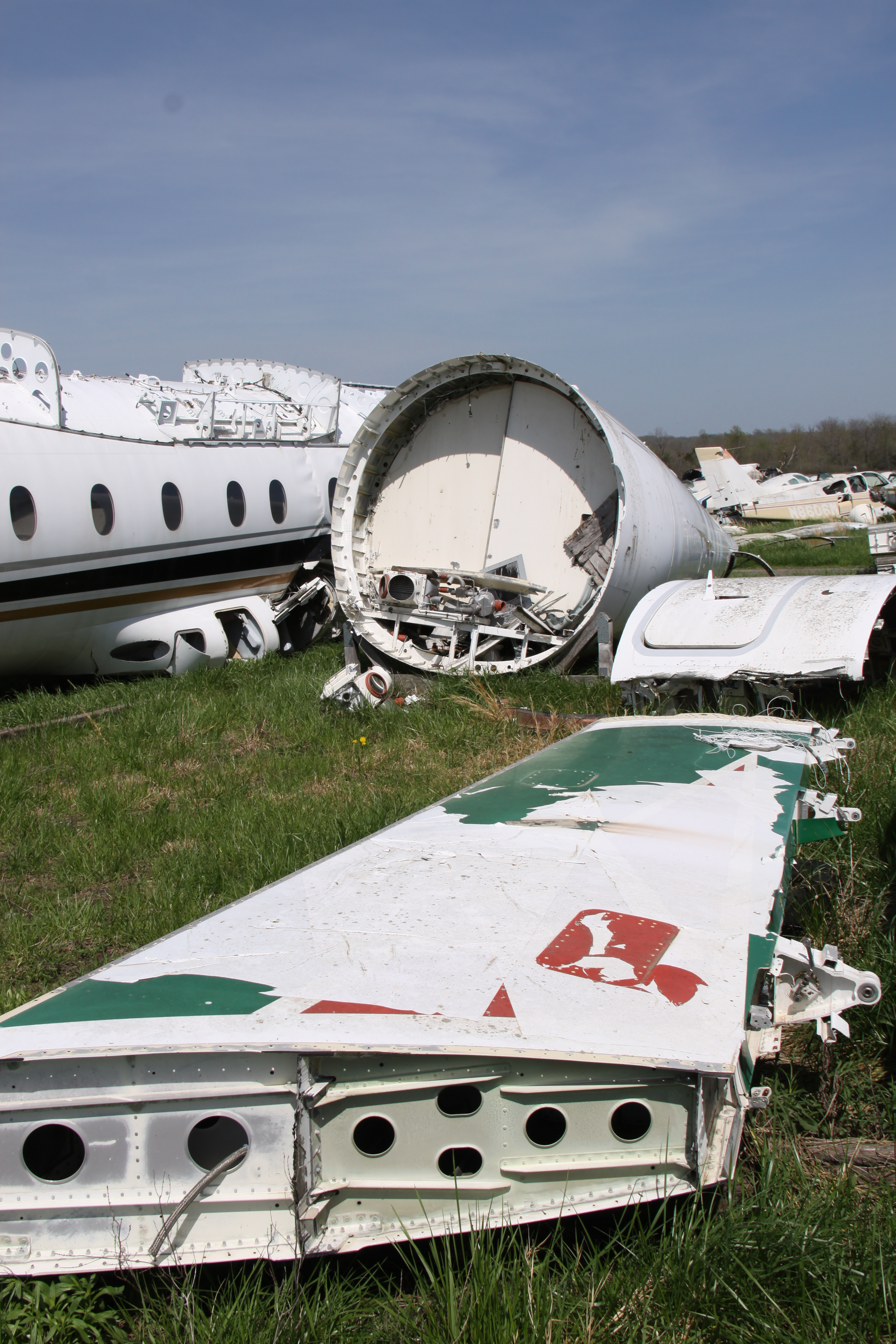
Restos del Dornier 328, fotografiados en 2013

El avión se aproximó y tomó tierra en la pista 29 del aeropuerto de Génova, con un viento en cola de 15-18 nudos, a las 11:30am UTC (12:35pm hora local). Los testigos informaron que vieron aterrizar al avión bien entrada la pista, rebotar varias veces, para a continuación dirigirse a la derecha, estrellarse contra la valla perimetral y romper el tren de aterrizaje delantero antes de precipitarse al mar. Los equipos de respuesta en emergencia del aeropuerto fueron contactados de inmediato  y llegaron al lugar en apenas setenta segundos.

### Consecuencias inmediatas
De inmediato se detectaron tres fallecidos, dos pasajeros y el tripulante de cabina de pasajeros, junto con once heridos de diversa consideración. La mayoría de pasajeros fueron trasladados al hospital con hipotermia. Uno de los pasajeros falleció posteriormente en el hospital elevando de este modo el número de víctimas hasta las cuatro.
Se cree que el número de muertes pudo ser bastante mayor si un miembro de un equipo de natación de quince años no se hubiese lanzado al agua y abierto la puerta de emergencia.

## Investigación
Pese a que el accidente ocurrió el mismo día que el Parlamento de Italia votaba para crear la Agenzia Nazionale per la Sicurezza del Volo (ANSV), la Oficina Italiana de Seguridad Aérea, la ANSV no investigó este accidente ya que no habían comenzado a operar todavía. En su lugar, la Dirección de Aviación Civil de Italia inició una investigación del accidente. La investigación encontró que:
"El factor principal del vuelo fue el error del piloto. El capitán aterrizo más rápido de lo previsto, sin calcular correctamente el viento cruzado, y erró en la selección de los sistemas de frenado y control de la aeronave durante la fase de aterrizaje. Además, el capitán no entendió que el escaso frenado del avión no se debía a fallos mecánicos, si no al pobre control sobre la aeronave y sus sistemas"
El capitán Del Bono perdió su licencia de piloto y fue sentenciado a dos años y ocho meses de prisión por homicidio negligente. En 2002 se realizó una apelación sobre los resultados, alegando que las reversas de la aeronave estaban bloqueadas en el momento del aterrizaje, y que el avión se desvió a la derecha ya que el capitán Del Bono había apagado el motor derecho en un intento de decelerar el aparato. La condena previa se mantuvo ya que el avión había sido desguazado lo que hacía virtualmente imposible encontrar ninguna evidencia de fallo mecánico.

## Consecuencias
El Dornier 328 quedó totalmente destrozado. Minerva Airlines detuvo sus operaciones en 2003.
Alitalia continuó operando el número de vuelo AZ1553 para la ruta Cagliari-Milán Malpensa, operado con un Airbus A320, pero este número de vuelo fue retirado en 2019.